# یانوو-میکووایووکا
یانوو-میکووایووکا (به لاتین: Janów-Mikołajówka) یک روستا در لهستان است که در گمینا چوسنوو واقع شده‌است.